# Bezirk Grybów

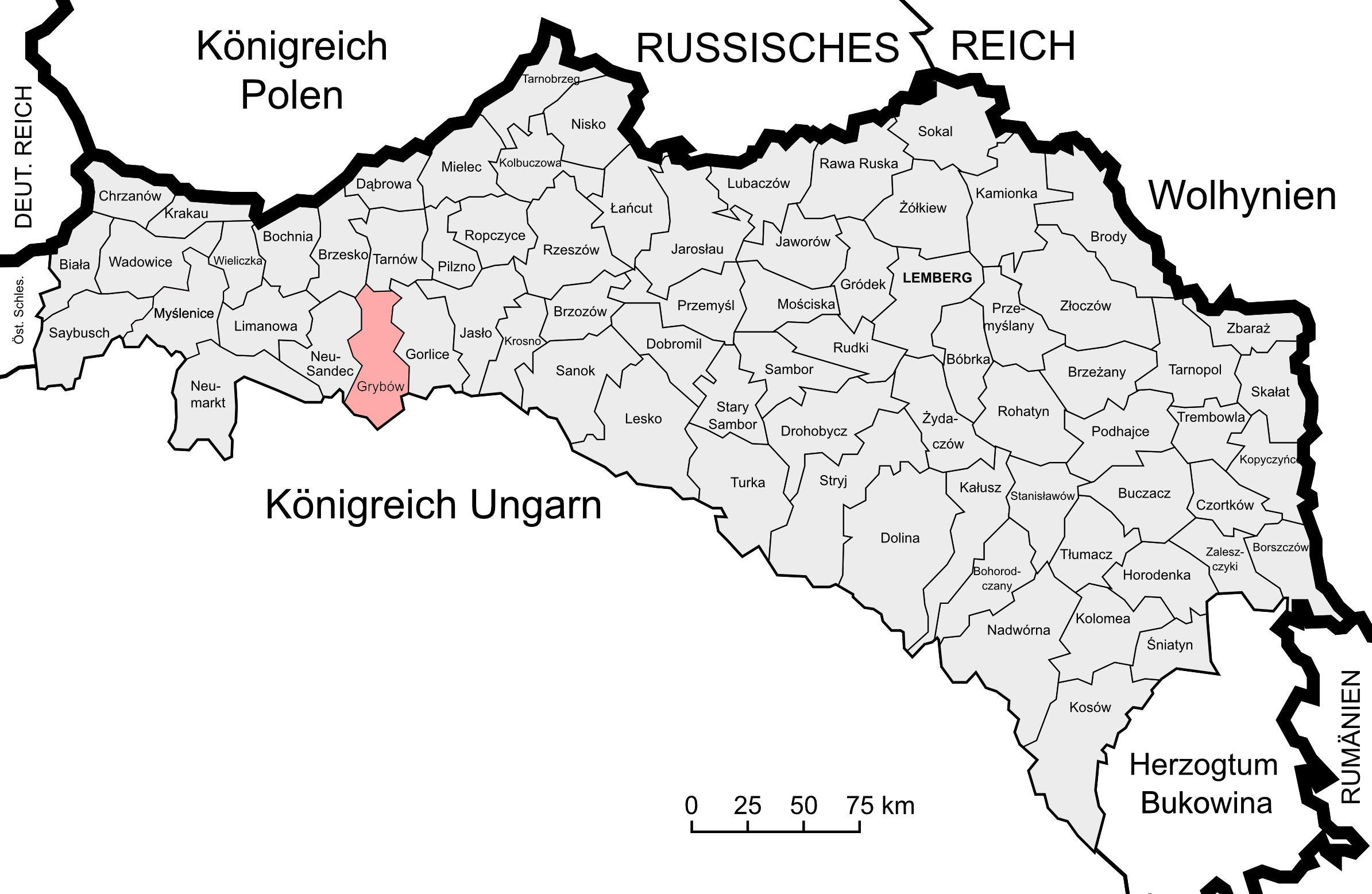
Lage des Bezirks Grybów im Kronland Galizien und Lodomerien

Der Bezirk Grybów war ein politischer Bezirk im Kronland Galizien und Lodomerien. Sein Gebiet umfasste Teile Westgaliziens im heutigen Polen (Powiat Gorlice und Powiat Nowy Sącz), Sitz der Bezirkshauptmannschaft war die Stadt Grybów. Nach dem Ersten Weltkrieg musste Österreich den gesamten Bezirk an Polen abtreten, hier sind große Teile heute im Powiat Gorlicki und Powiat Nowosądecki zu finden.
Er grenzte im Norden an den Bezirk Tarnów, im Osten an den Bezirk Gorlice, im Süden an das Königreich Ungarn, im Südwesten an den Bezirk Nowy Sącz sowie im Westen an den Bezirk Brzesko.

## Geschichte
Ein Vorläufer des späteren Bezirks (Verwaltungs- und Justizbehörde zugleich) wurde zum Ende des Jahres 1850 geschaffen, die Bezirkshauptmannschaft Grybow war dem Regierungsgebiet Krakau unterstellt und umfasste folgende Gerichtsbezirke:
- Gerichtsbezirk Grybow
- Gerichtsbezirk Cieszkowice
- Gerichtsbezirk Snietnica

Nach der Kundmachung im Jahre 1854 kam es am 29. September 1855 zur Einrichtung des Bezirksamtes Grybów (weiterhin für Verwaltung und Gerichtsbarkeit zuständig) innerhalb des Kreises Sandec.
Nachdem die Kreisämter Ende Oktober 1865 abgeschafft wurden und deren Kompetenzen auf die Bezirksämter übergingen, schuf man nach dem Österreichisch-Ungarischen Ausgleich 1867 auch die Einteilung des Landes in zwei Verwaltungsgebiete ab. Zudem kam es im Zuge der Trennung der politischen von der judikativen Verwaltung zur Schaffung von getrennten Verwaltungs- und Justizbehörden. Während die gerichtliche Einteilung weitgehend unberührt blieb, fasste man Gemeinden mehrerer Gerichtsbezirke zu Verwaltungsbezirken zusammen. 
Der neue politische Bezirk Grybów wurde aus folgenden Bezirken gebildet:
- Bezirk Grybów (mit 26 Gemeinden)
- Teilen des Bezirks Krynica (mit 20 Gemeinden)
- Teilen des Bezirks Ciężkowice (mit 20 Gemeinden)
- Teilen des Bezirks Neu-Sandec (Gemeinde Mystków)

Der Bezirk Grybów bestand bei der Volkszählung 1910 aus 77 Gemeinden sowie 58 Gutsgebieten und umfasste eine Fläche von 585 km². Hatte die Bevölkerung 1900 noch 50.919 Menschen umfasst, so lebten hier 1910 53.240 Menschen. Auf dem Gebiet lebten dabei mehrheitlich Menschen mit polnischer Umgangssprache (82 %) und römisch-katholischem Glauben, Juden machten rund 5 % der Bevölkerung aus.

## Ortschaften
Auf dem Gebiet des Bezirks bestand 1900 Bezirksgerichte in Ciężkowice und Grybów, diesen waren folgende Orte zugeordnet:

### Gerichtsbezirk Ciężkowice
- Berdechów ad Bobowa
- Markt Bobowa
- Bogoniowice
- Bruśnik
- Brzana Dolna
- Brzana Górna
- Bukowiec
- Stadt Ciężkowice
- Falkowa
- Jamna
- Jankowa
- Jastrzębia
- Kąśna Dolna
- Kąśna Górna bestehend aus den Ortsteilen Kąśna Górna und Przybyłów
- Kipszna
- Lipnica Wielka
- Lipniczka
- Ostrusza
- Pławna
- Sędziszowa
- Siedliska
- Siekierczyna
- Stróżna
- Tursko
- Zborowice

### Gerichtsbezirk Grybów
- Bugaj
- Berdechów ad Bugaj bestehend aus den Ortsteilen Berdechów und Bugaj
- Berest
- Biała Niżna
- Biała Wyżna
- Bieliczna
- Binczarowa bestehend aus den Ortsteilen Binczarowa und Kawiory
- Bogusza
- Brunary Niżne
- Brunary Wyżne
- Chodorowa
- Cieniawa
- Czarna
- Czertyżne
- Czyrna
- Florynka
- Gródek
- Stadt Grybów
- Izby
- Jaszkowa
- Kąciowa
- Kamianna
- Kamionka Wielka
- Koniuszowa
- Korzenna bestehend aus den Ortsteilen Korzenna und Świegocin
- Królowa Polska
- Królowa Ruska
- Króżlowa Niżna
- Króżlowa Wyżna
- Mogilno
- Mystków
- Piorunka
- Polany
- Polna
- Posadowa
- Ptaszkowa
- Siołkowa bestehend aus den Ortsteilen Siołkowa und Zofinów
- Śnietnica
- Stara Wieś
- Stawisza
- Stróże Niżne
- Stróże Wyżne
- Wawrzka
- Wilczyska bestehend aus den Ortsteilen Jeżów, Moroń und Wilczyska
- Wojnarowa
- Wyskitna